# Museo Arqueológico de Ítaca
El Museo Arqueológico de Ítaca es un museo de Grecia ubicado en la localidad de Vathí, situada en la isla de Ítaca. 
Se trata de un museo construido en la década de 1960 que alberga objetos arqueológicos de la isla —principalmente de su parte meridional— pertenecientes a una cronología comprendida entre el periodo protogeométrico y la época romana.

## Colecciones
Una de las salas acoge los objetos de los periodos protogeométrico y geométrico (1000-700 a. C.), de los que este museo posee una destacada colección. Consiste fundamentalmente en piezas de cerámica pero también hay algunos objetos de bronce y marfil.
En otra de las salas hay una serie de piezas de cerámica del siglo VII a. C. entre los que destacan los fragmentos de una enócoe que contienen escritura en hexámetros. 
En la tercera sala se encuentran hallazgos de diferentes épocas que incluyen una serie de figurillas de terracota, monedas de bronce y ofrendas votivas del santuario de las ninfas. Entre los objetos más destacados se encuentra un busto de bronce de un hombre barbudo, una inscripción votiva de la época arcaica donde se menciona a Atenea y a Hera y un busto de época romana de tamaño natural.
Por otra parte, en el vestíbulo se exponen una serie de estelas funerarias.
|  |
|  |

|  |
|  |

|  |
|  |

|  |
|  |